# Cadillac-en-Fronsadais
Pour les articles homonymes, voir Cadillac et Fronsadais (homonymie).
Cet article possède un paronyme, voir Quédillac.
Ne doit pas être confondu avec Cadillac-sur-Garonne, dans le même département.
Cadillac-en-Fronsadais est une commune du Sud-Ouest de la France, située dans le département de la Gironde, en région Nouvelle-Aquitaine.

## Géographie

### Localisation
Commune de l'aire d'attraction de Bordeaux située en Fronsadais sur la route nationale 670 entre Saint-André-de-Cubzac et Libourne.

### Communes limitrophes
Les communes limitrophes sont  La Lande-de-Fronsac, Lugon-et-l'Île-du-Carnay, Saint-Romain-la-Virvée et Tarnès.
|                        | La Lande-de-Fronsac    | Tarnès                   |
| Saint-Romain-la-Virvée | Cadillac-en-Fronsadais |                          |
|                        |                        | Lugon-et-l'Île-du-Carnay |

### Climat
Pour des articles plus généraux, voir Climat de la Nouvelle-Aquitaine et Climat de la Gironde.
Historiquement, la commune est exposée à un climat océanique aquitain.  
En 2020, Météo-France publie une typologie des climats de la France métropolitaine dans laquelle la commune est exposée à un climat océanique et est dans la région climatique  Aquitaine, Gascogne, caractérisée par une pluviométrie abondante au printemps, modérée en automne, un faible ensoleillement au printemps, un été chaud (19,5 °C), des vents faibles, des brouillards fréquents en automne et en hiver et des orages fréquents en été (15 à 20 jours).
Pour la période 1971-2000, la température annuelle moyenne est de 13 °C, avec une amplitude thermique annuelle de 14,5 °C. Le cumul annuel moyen de précipitations est de 888 mm, avec 12,5 jours de précipitations en janvier et 6,8 jours en juillet. Pour la période 1991-2020, la température moyenne annuelle observée sur la station météorologique la plus proche, située sur la commune de Saint-Gervais à 9,07 km à vol d'oiseau, est de 13,9 °C et le cumul annuel moyen de précipitations est de 824,9 mm,. Pour l'avenir, les paramètres climatiques de la commune estimés pour 2050 selon différents scénarios d’émission de gaz à effet de serre sont consultables sur un site dédié publié par Météo-France en novembre 2022.

## Urbanisme

### Typologie
Au 1er janvier 2024, Cadillac-en-Fronsadais est catégorisée ceinture urbaine, selon la nouvelle grille communale de densité à sept niveaux définie par l'Insee en 2022.
Elle appartient à l'unité urbaine de La Lande-de-Fronsac, une agglomération intra-départementale regroupant six  communes, dont elle est ville-centre,,. Par ailleurs la commune fait partie de l'aire d'attraction de Bordeaux, dont elle est une commune de la couronne,. Cette aire, qui regroupe 275 communes, est catégorisée dans les aires de 700 000 habitants ou plus (hors Paris),.

### Occupation des sols

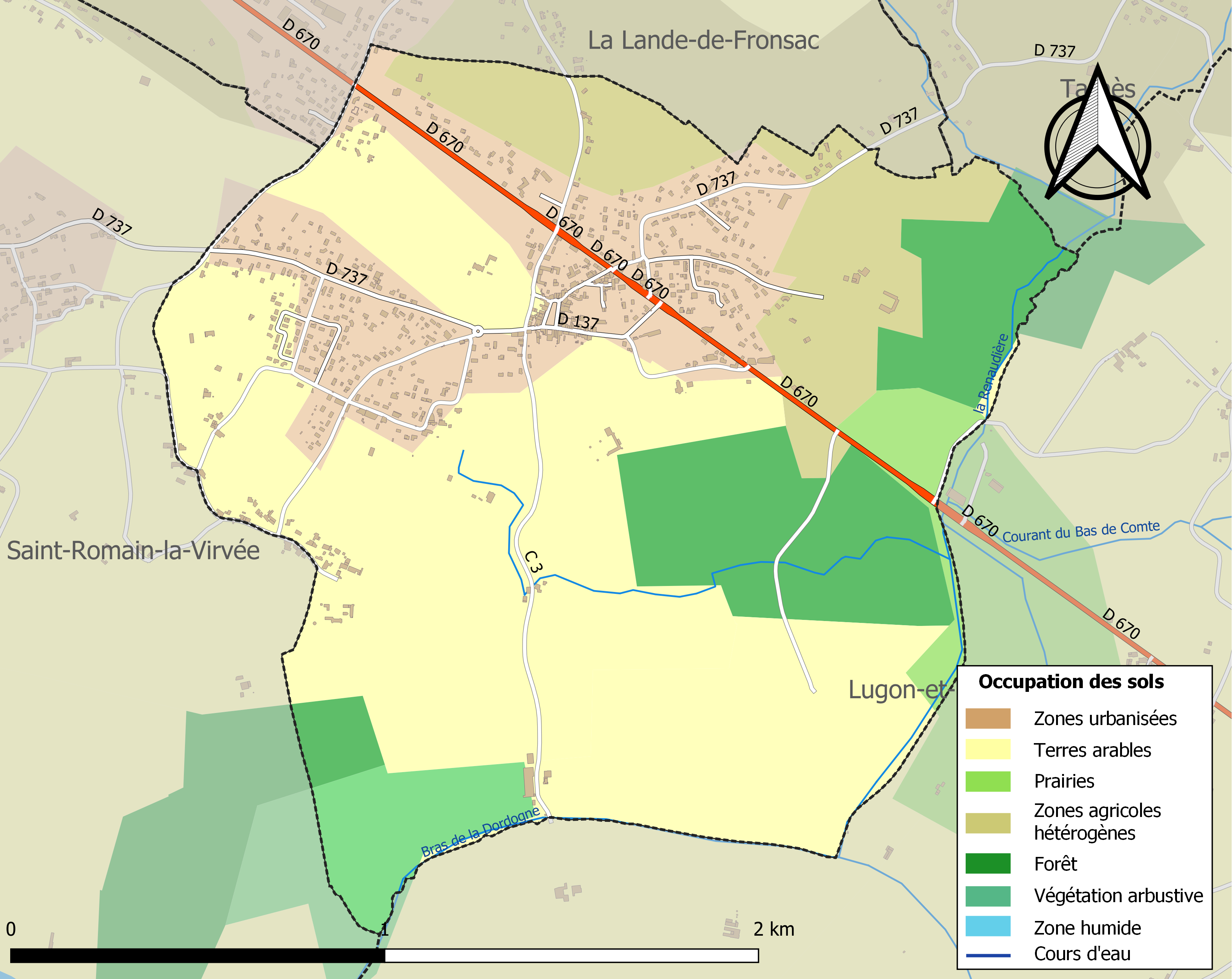
Carte des infrastructures et de l'occupation des sols de la commune en 2018 (CLC).

L'occupation des sols de la commune, telle qu'elle ressort de la base de données européenne d’occupation biophysique des sols Corine Land Cover (CLC), est marquée par l'importance des territoires agricoles (62,2 % en 2018), en diminution par rapport à 1990 (79,1 %). La répartition détaillée en 2018 est la suivante : 
cultures permanentes (35,2 %), zones urbanisées (19,2 %), forêts (14,6 %), terres arables (12,4 %), zones agricoles hétérogènes (12 %), milieux à végétation arbustive et/ou herbacée (4 %), prairies (2,6 %). L'évolution de l’occupation des sols de la commune et de ses infrastructures peut être observée sur les différentes représentations cartographiques du territoire : la carte de Cassini (XVIIIe siècle), la carte d'état-major (1820-1866) et les cartes ou photos aériennes de l'IGN pour la période actuelle (1950 à aujourd'hui).

### Risques majeurs
Le territoire de la commune de Cadillac-en-Fronsadais est vulnérable à différents aléas naturels : météorologiques (tempête, orage, neige, grand froid, canicule ou sécheresse), inondations, mouvements de terrains et séisme (sismicité faible). Il est également exposé à un risque technologique, la rupture d'un barrage. Un site publié par le BRGM permet d'évaluer simplement et rapidement les risques d'un bien localisé soit par son adresse soit par le numéro de sa parcelle.

#### Risques naturels
Certaines parties du territoire communal sont susceptibles d’être affectées par le risque d’inondation par débordement de cours d'eau et par submersion marine. La commune a été reconnue en état de catastrophe naturelle au titre des dommages causés par les inondations et coulées de boue survenues en 1982, 1992, 1999, 2009, 2013 et 2021,.
Les mouvements de terrains susceptibles de se produire sur la commune sont des affaissements et effondrements liés aux cavités souterraines (hors mines). Par ailleurs, afin de mieux appréhender le risque d’affaissement de terrain, l'inventaire national des cavités souterraines permet de localiser celles situées sur la commune.

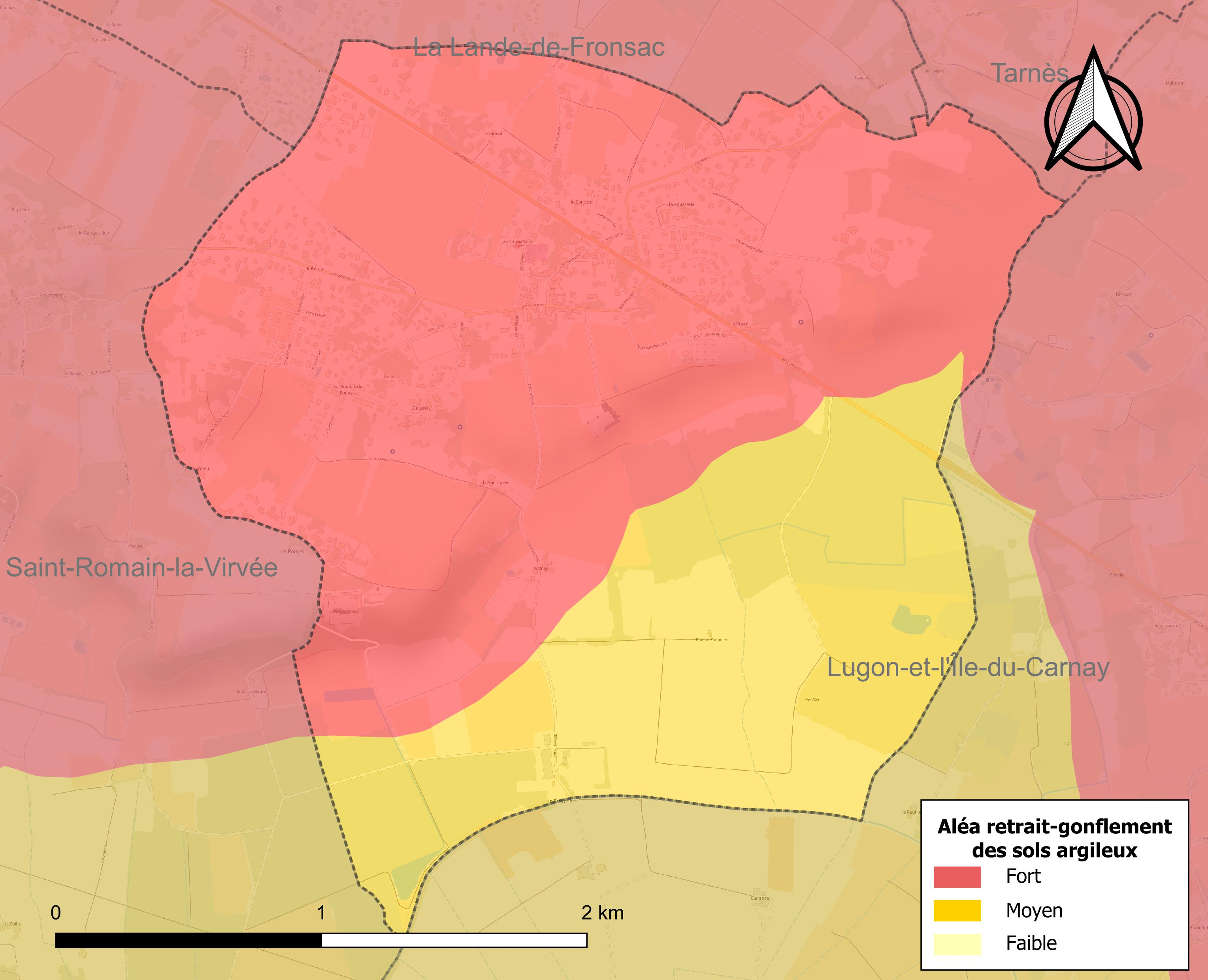
Carte des zones d'aléa retrait-gonflement des sols argileux de Cadillac-en-Fronsadais.

Le retrait-gonflement des sols argileux est susceptible d'engendrer des dommages importants aux bâtiments en cas d’alternance de périodes de sécheresse et de pluie. La totalité de la commune est en aléa moyen ou fort (67,4 % au niveau départemental et 48,5 % au niveau national). Sur les 485 bâtiments dénombrés sur la commune en 2019, 485 sont en aléa moyen ou fort, soit 100 %, à comparer aux 84 % au niveau départemental et 54 % au niveau national. Une cartographie de l'exposition du territoire national au retrait gonflement des sols argileux est disponible sur le site du BRGM,.
Par ailleurs, afin de mieux appréhender le risque d’affaissement de terrain, l'inventaire national des cavités souterraines permet de localiser celles situées sur la commune.
Concernant les mouvements de terrains, la commune a été reconnue en état de catastrophe naturelle au titre des dommages causés par la sécheresse en 2003 et 2010 et par des mouvements de terrain en 1999.

#### Risques technologiques
La commune est en outre située en aval du  barrage de Bort-les-Orgues, un ouvrage sur la Dordogne de classe A soumis à PPI, disposant d'une retenue de 477 millions de mètres cubes. À ce titre elle est susceptible d’être touchée par l’onde de submersion consécutive à la rupture de cet ouvrage.

## Toponymie
En gascon, le nom de la commune est Cadilhac de Fronçadés.
Ses habitants sont appelés les Cadillacais.

## Politique et administration

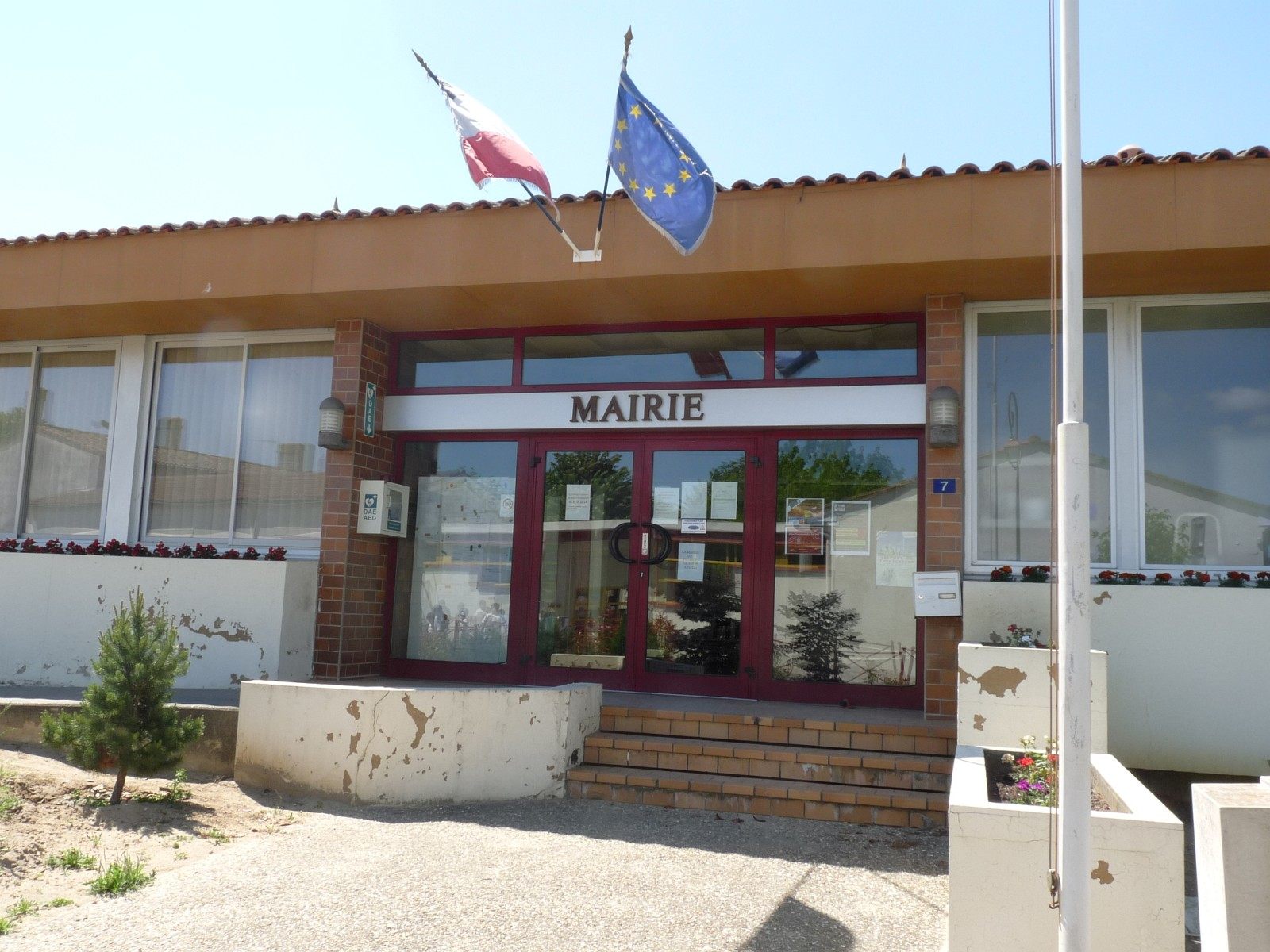
La mairie

| Période                                  | Période            | Identité          | Étiquette | Qualité                    |
| ---------------------------------------- | ------------------ | ----------------- | --------- | -------------------------- |
| novembre 1997                            | mars 2014          | Claude Méfiant    |           |                            |
| mars 2014                                | avril 2018 (décès) | Jacques Combillet | PS        | Retraité Fonction publique |
| Juin 2018                                | En cours           | Richard Barbe     |           | Employé du privé           |
| Les données manquantes sont à compléter. |                    |                   |           |                            |

## Démographie
L'évolution du nombre d'habitants est connue à travers les recensements de la population effectués dans la commune depuis 1793. Pour les communes de moins de 10 000 habitants, une enquête de recensement portant sur toute la population est réalisée tous les cinq ans, les populations de référence des années intermédiaires étant quant à elles estimées par interpolation ou extrapolation. Pour la commune, le premier recensement exhaustif entrant dans le cadre du nouveau dispositif a été réalisé en 2007.

En 2022, la commune comptait 1 341 habitants, en évolution de +6,6 % par rapport à 2016 (Gironde : +6,91 %, France hors Mayotte : +2,11 %).
| 1793 | 1800 | 1806 | 1821 | 1831 | 1836 | 1841 | 1846 | 1851 |
| ---- | ---- | ---- | ---- | ---- | ---- | ---- | ---- | ---- |
| 457  | 451  | 525  | 483  | 454  | 491  | 492  | 525  | 501  |

| 1856 | 1861 | 1866 | 1872 | 1876 | 1881 | 1886 | 1891 | 1896 |
| ---- | ---- | ---- | ---- | ---- | ---- | ---- | ---- | ---- |
| 509  | 539  | 525  | 565  | 564  | 564  | 505  | 530  | 539  |

| 1901 | 1906 | 1911 | 1921 | 1926 | 1931 | 1936 | 1946 | 1954 |
| ---- | ---- | ---- | ---- | ---- | ---- | ---- | ---- | ---- |
| 508  | 528  | 473  | 436  | 437  | 411  | 406  | 444  | 407  |

| 1962 | 1968 | 1975 | 1982 | 1990 | 1999 | 2006  | 2007  | 2012  |
| ---- | ---- | ---- | ---- | ---- | ---- | ----- | ----- | ----- |
| 469  | 453  | 602  | 774  | 899  | 886  | 1 049 | 1 072 | 1 241 |

| 2017  | 2022  | - | - | - | - | - | - | - |
| ----- | ----- | - | - | - | - | - | - | - |
| 1 249 | 1 341 | - | - | - | - | - | - | - |

## Équipements, services et vie locale

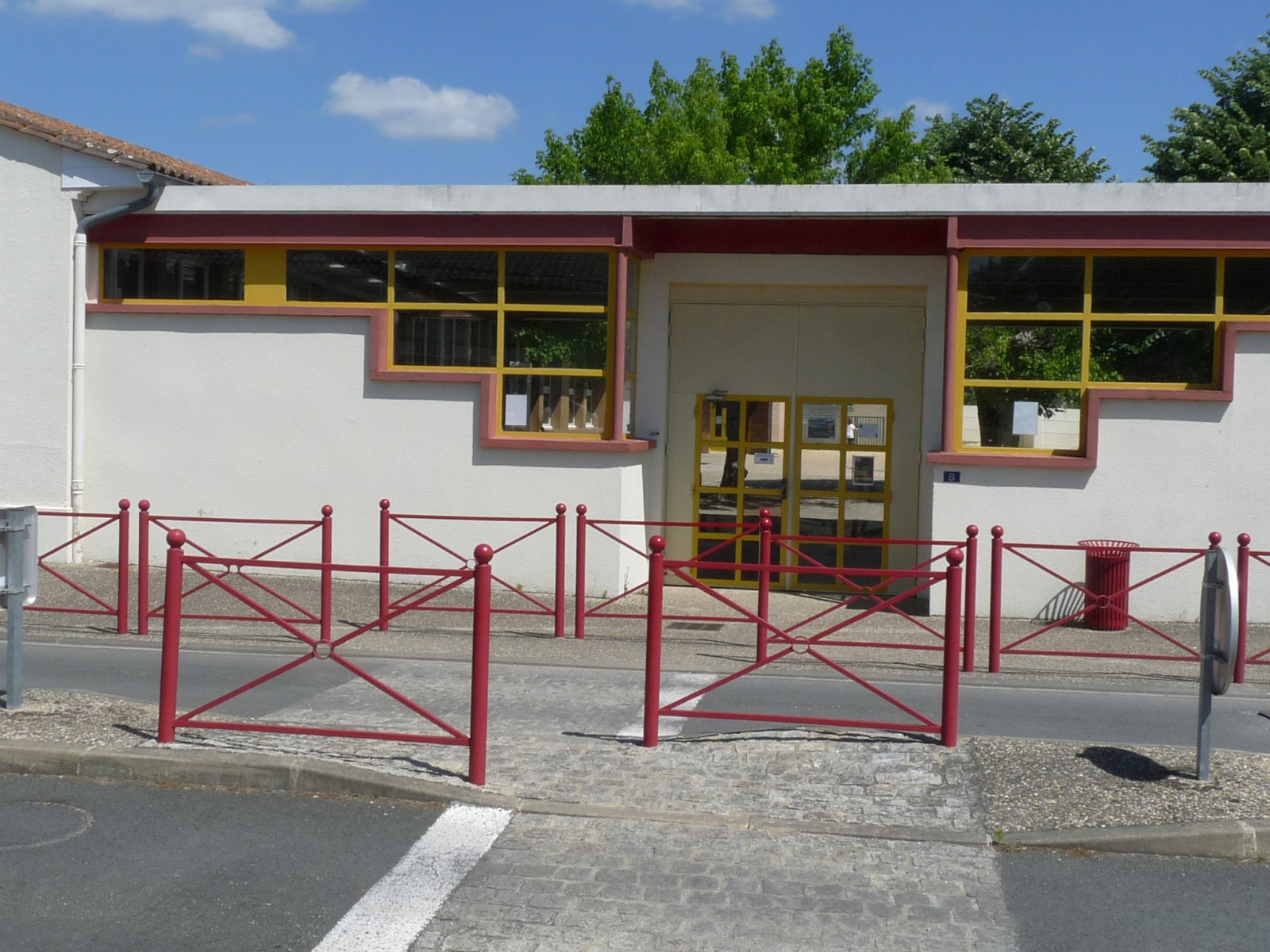
L'école, en face de la mairie
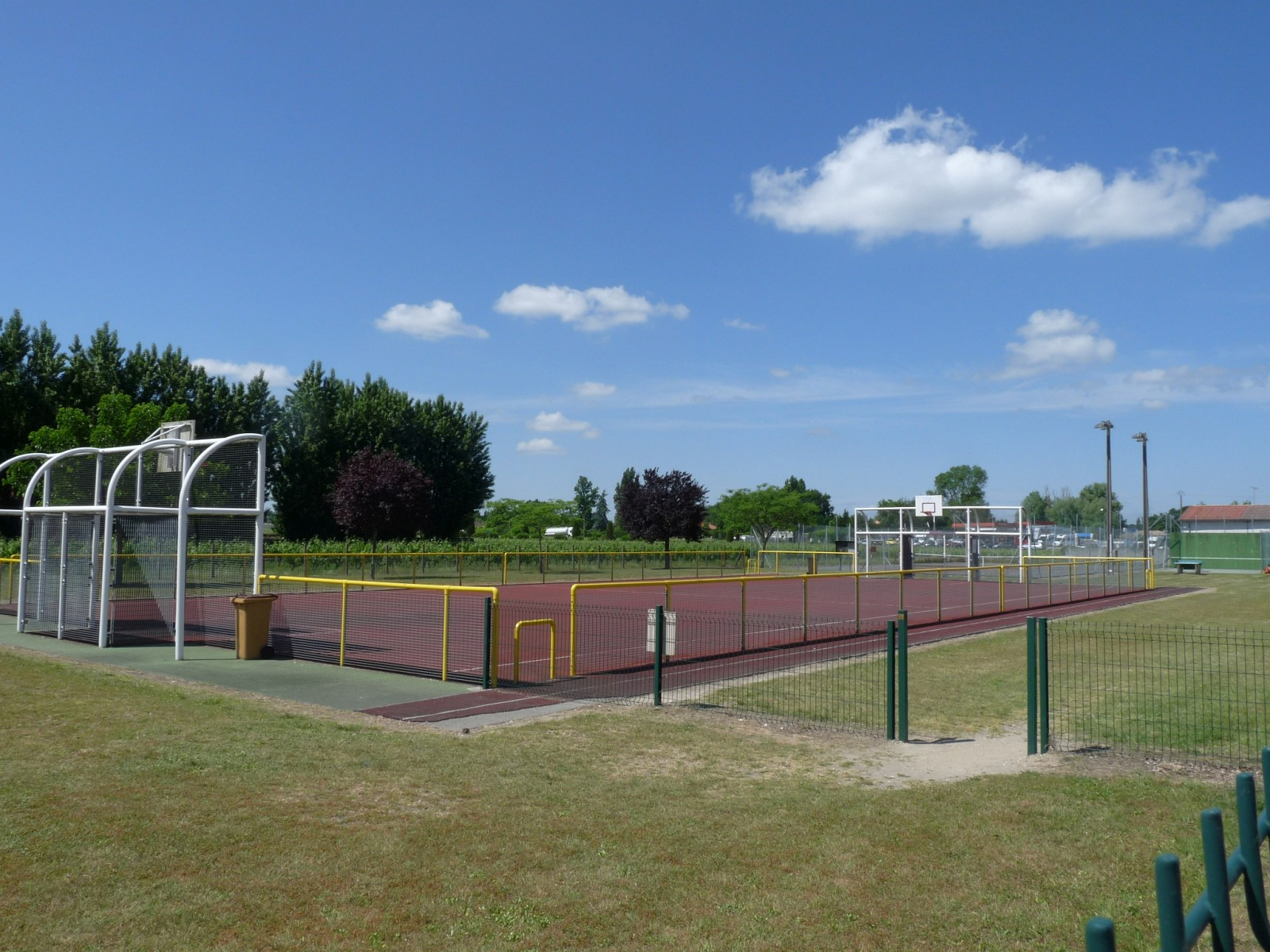
Terrain de sport

## Culture locale et patrimoine

### Lieux et monuments
- L'église paroissiale Saint-Georges, avec son clocher-porche.
- Château de la Rousserie, du XIXe siècle, résidence privée de la famille de Montardy.
- Château Branda

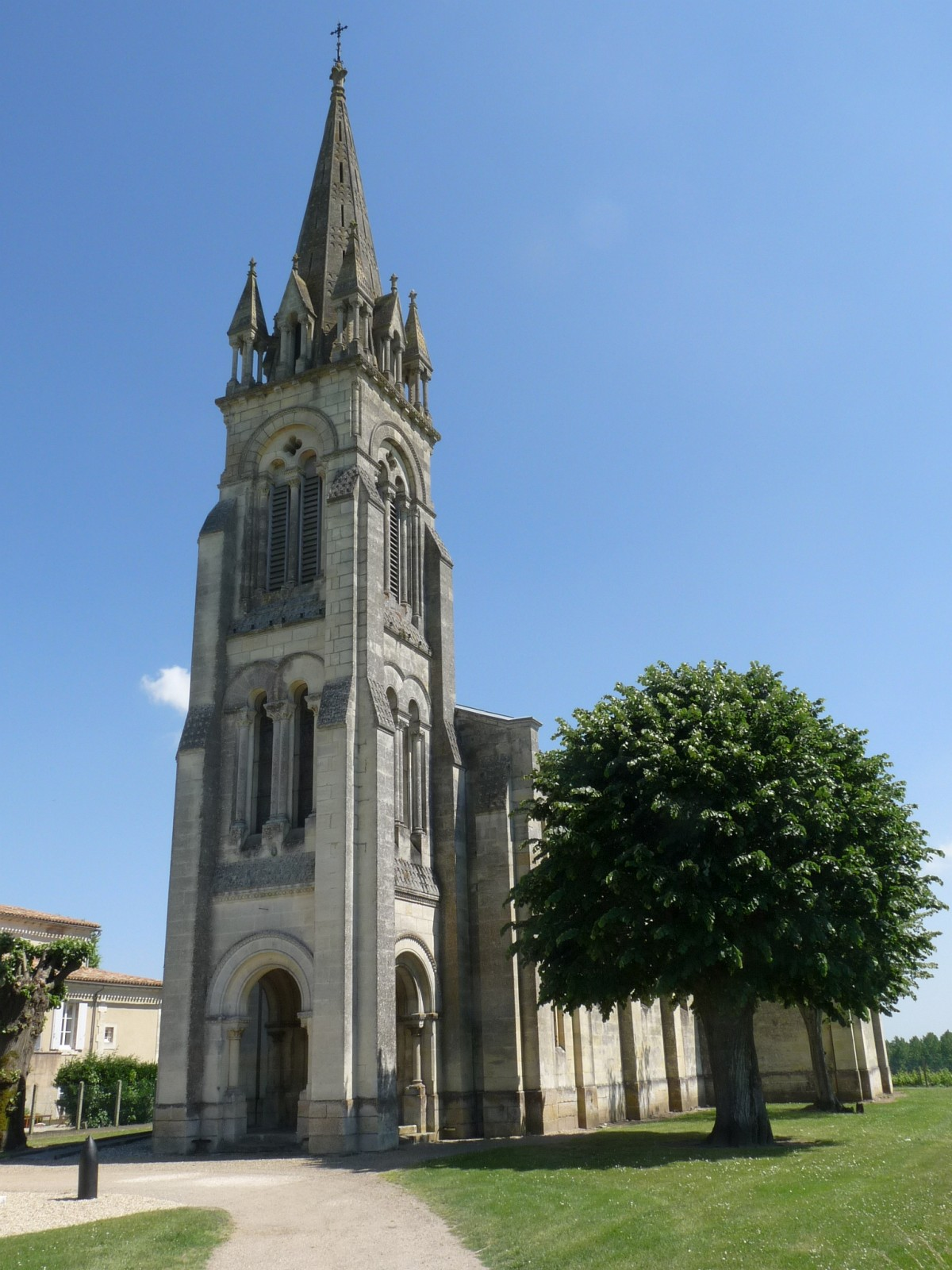
L'église Saint-Georges
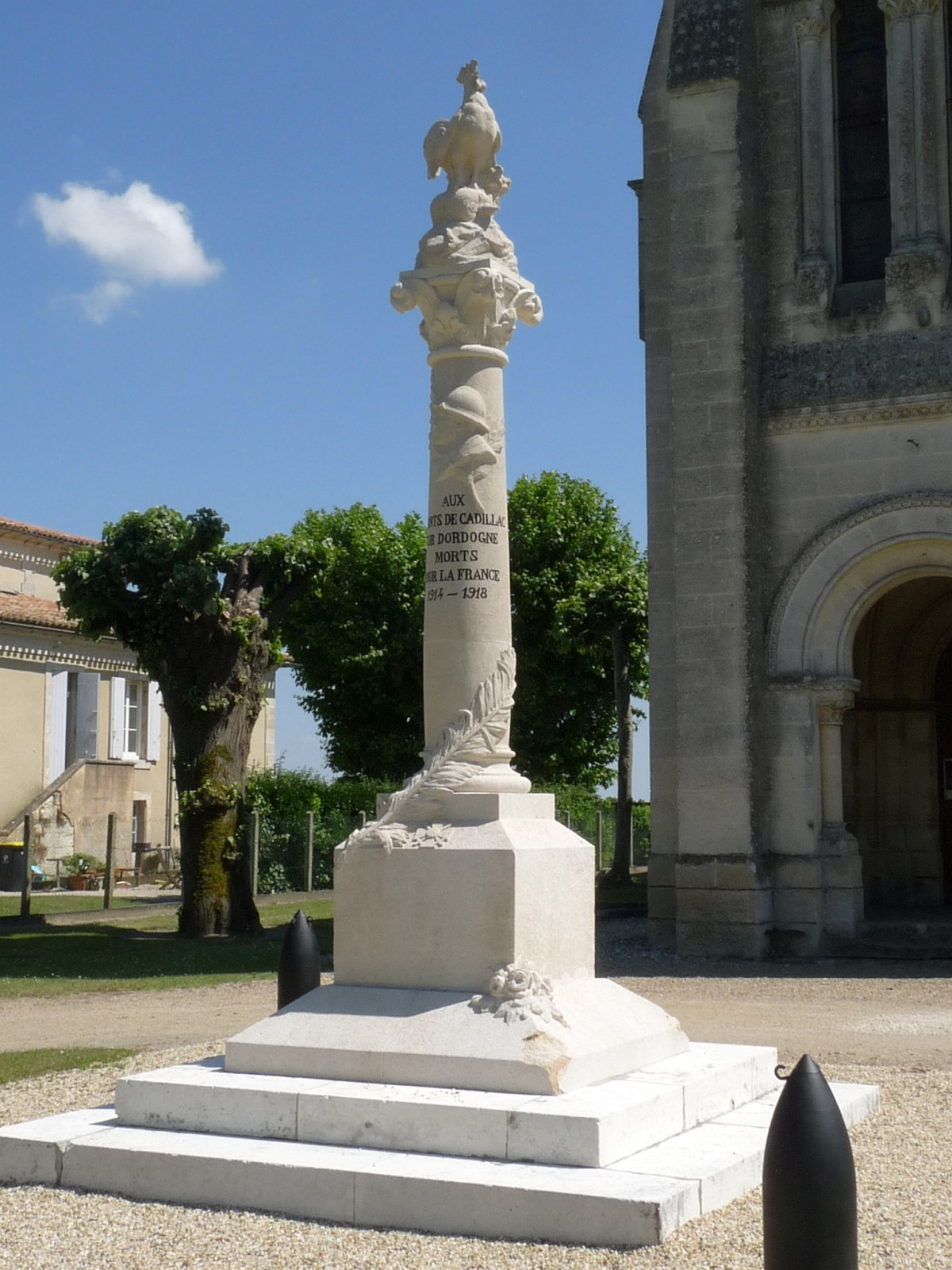
Monument aux morts de la Première Guerre mondiale
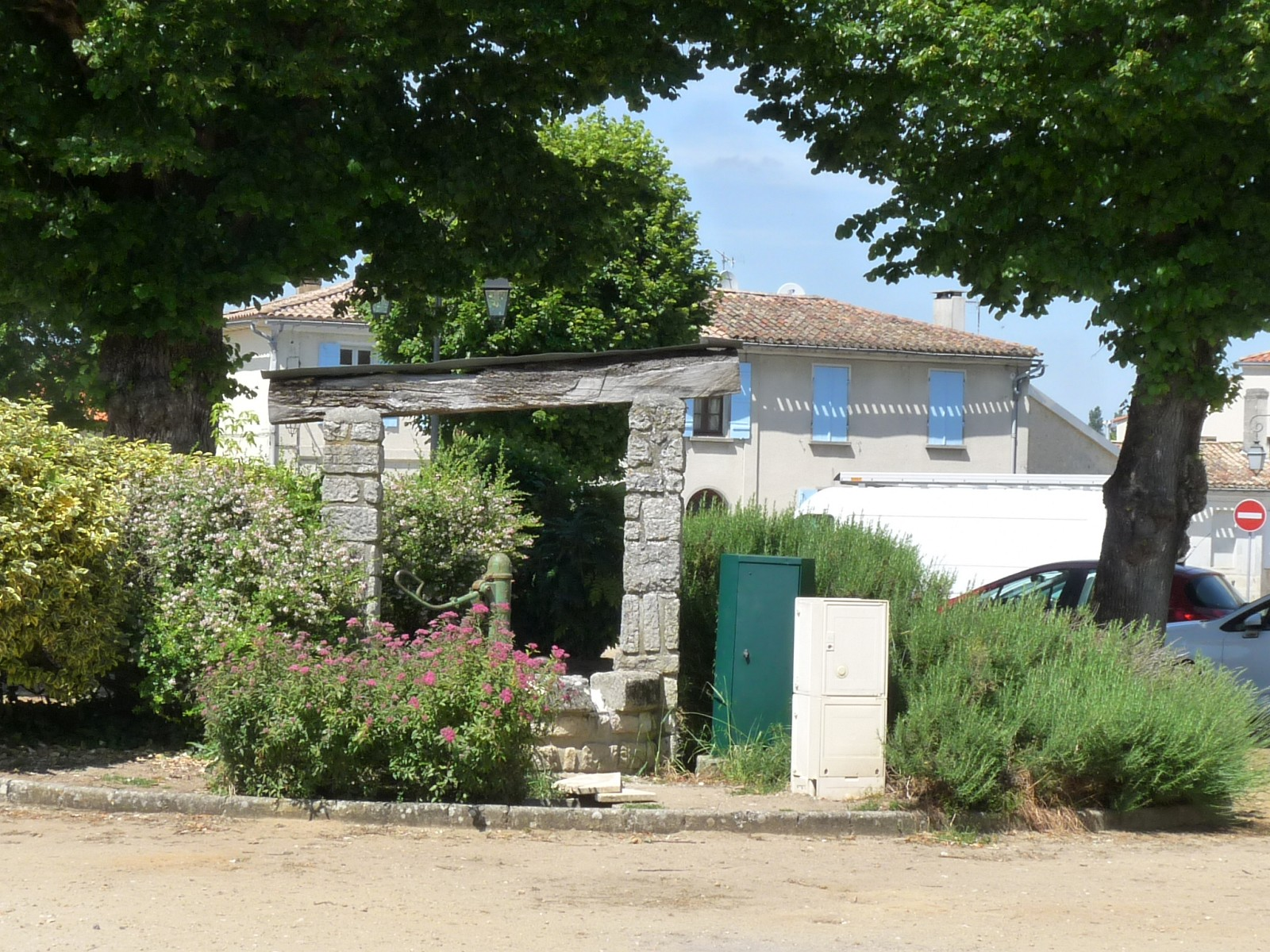
Place centrale

### Héraldique
| Blason de Cadillac-en-Fronsadais | Blason  | Coupé, au premier d'azur au château couvert d'or, au deuxième d'argent au tourteau d'azur chargé d'une croix d'or, bordé du même, au casque de nouvel anobli d'acier, sans grille, taré de profil figuré d'or, brochant en cœur sur la croix, le tourteau supporté en pointe par un dragon de gueules. |
| Blason de Cadillac-en-Fronsadais | Détails | Officiel, présenté sur le site internet de la commune |